# Pierre-Vincent Benoist
Pour les articles homonymes, voir Benoist.
Pierre-Vincent Benoist ou Benoît, dit Benoist d’Angers, né à Angers le 5 janvier 1758 et mort à Paris le 1er décembre 1834, est un banquier et diplomate français, ministre d'État en 1828.

## Biographie
Fils ainé de Pierre-François Benoist, sieur de la Motte-Baracé, avocat, et de Denise Darlus de Monteclerc, Pierre-Vincent Benoist d’Angers devint avocat en Parlement, conseiller du roi Louis XVI et lieutenant-général civil et criminel au siège présidial d’Angers jusqu’en 1790.
Il fut, en décembre 1789, membre et secrétaire de la  Commune de Paris. Sous les trois premières assemblées révolutionnaires, il fut chargé de missions lointaines dont les motifs sont restés inconnus.
Benoist d’Angers était, à Paris, l’agent principal d’Omer Talon et l’un des principaux agents contre-révolutionnaires chargé de développer la corruption au sein des institutions républicaines. Il fut, sans doute bien plus que le baron de Batz, en mesure de pratiquer des ouvertures auprès d’Hébert et des membres de la Commune, grâce à son « pays » Delaunay d’Angers lui-même membre du Comité de sûreté générale.
En 1793, Benoist rentrait d’un voyage de plus de 7 800 km. Lors de l’affaire de la liquidation de la Compagnie des Indes, un retard dans l’ordre d’arrestation qui le concernait lui permit de gagner la Suisse et il ne rentra qu’après la chute de Robespierre.
À partir de 1799, il occupa de hautes fonctions au ministère de l’Intérieur (chargé par intérim du Ministère de l’Intérieur pour le Gouvernement provisoire de 1814 en attendant l’arrivée du roi Louis XVIII), au Conseil d’État et à la Direction des contributions indirectes. Le 28 février 1828, il fut nommé Ministre d’État et membre du Conseil privé ; le 21 aout suivant, il fut fait comte[réf. nécessaire].
Il est également l’auteur de plusieurs textes et de traductions, parmi lesquels les Mémoires de miss Bellamy, en 1799 et le Moine de Lewis en 1797.
Benoist, avait épousé le 12 mars 1793, la portraitiste Marie-Guillemine de Laville Leroulx, élève d’Élisabeth Vigée Le Brun et de Jacques-Louis David et héroïne des Lettres à Émilie de Démoutiers de Charles-Albert Demoustier.
Benoist d’Angers est enterré au cimetière du Mont-Valérien (Suresnes) avec sa femme et leur fille Augustine, épouse Cochin. Les Benoist d’Azy sont leurs descendants directs.

## Sources
- Gustave Bord, La Fin de deux légendes : L’affaire Léonard. Le baron de Batz, Paris, Henri Daragon, 1909, 220 p., in-8° (OCLC 715049477, lire en ligne), p. 91-2.
- « Pierre-Vincent Benoist », dans Adolphe Robert et Gaston Cougny, Dictionnaire des parlementaires français, Edgar Bourloton, 1889-1891 [détail de l’édition]